# Jajkowo
Jajkowo – wieś w Polsce położona w województwie kujawsko-pomorskim, w powiecie brodnickim, w gminie Brzozie, przy drodze krajowej nr 15.
Obecnie na terenie Jajkowa działa szkoła podstawowa. Wieś podległa jest pod parafię Pokrzydowo. Na terenie Jajkowa umiejscowione są dwa sklepy spożywcze i tartak.
W latach 1954–1959 wieś należała i była siedzibą władz gromady Jajkowo, po jej zniesieniu w gromadzie Pokrzydowo. W latach 1975–1998 miejscowość administracyjnie należała do województwa toruńskiego.
W miejscowości był przystanek kolejowy Jajkowo.

## Demografia
Według Narodowego Spisu Powszechnego (III 2011 r.) liczyło 585 mieszkańców. Jest drugą co do wielkości miejscowością w gminie Brzozie.